# Polycrasta
Polycrasta is een geslacht van vlinders van de familie spanners (Geometridae), uit de onderfamilie Ennominae.

## Soorten
- P. albipuncta Warren, 1902
- P. cinereomarginata Pagenstecher, 1888